# Tugare
Tugare falu Horvátországban Split-Dalmácia megyében. Közigazgatásilag Omišhoz tartozik.

## Fekvése
Splittől légvonalban 17, közúton 20 km-re keletre, községközpontjától légvonalban 4, közúton 8 km-re északnyugatra, Poljica középső részén, a Mosor-hegység két magaslata a Mošnica és az Očur közötti termékeny völgykatlanban fekszik. Splittel a 29-es számú autóbuszjárat köti össze. Településrészei: Ume (Hume), Podume (Podhume), Račnik, Čažin Dolac, Krabanj, Truša, Dočine, Orebić, Osić, Zastinje, Gajine, Vodiško és Prokop. Közülük Ume, Zastinje, Osić és Orebić már elnéptelenedett.

## Története
A település neve a latin „tugurium” (kunyhó) szóból ered, mely azt jelzi, hogy már az ókorban pásztorok kunyhói álltak a területén. Ezt néhány régészeti lelet is alátámasztja. A horvátok ősei a 7. században telepedtek meg itt. A népi hagyomány szerint Tugare a nevét is az egyik legendabeli horvát törzsfőről Tugáról kapta, aki még a horvátoknak a lengyel Tátraalján feküdt ősi hazájából vezette népét ide. A település első írásos említése I. Trpimir horvát fejedelem 852. március 4-én kelt adománylevelében történt. A középkorban része volt a 13. században alapított, úgynevezett Poljicai Köztársaságnak, mely tulajdonképpen egy jelentős autonómiával rendelkező kenézség volt. Poljica kezdetben a horvát-magyar királyok, majd 1444-től a Velencei Köztársaság uralma alá tartozott. Velence nagyfokú autonómiát biztosított a poljicai települések számára. Jogi berendezkedését az 1490-ben kibocsátott Poljicai Statutum határozta meg, mely egyúttal rögzítette határait is. Tugare Szent Katalin plébániáját 1495-ben említik először, ami arra enged következtetni, hogy ekkor még nem épült fel a Kisboldogasszony templom. A 16. század első felében került török uralom alá, ahol Poljica szintén bizonyos fokú önállóságot élvezett. Az 1625-ös egyházlátogatás három itteni templomot említ, melyek a Boldogasszony, Szent Katalin és Szent Margit tiszteletére voltak szentelve. A tugarei plébániának ekkor 400 híve volt. A moreai háború idején szabadult fel a török uralom alól, melyet 1699-ben a karlócai béke szentesített, de Poljica autonómiájának valamely szintjét végig megőrizte. Poljica önállóságát 1807-ben a bevonuló napóleoni francia csapatok szüntették meg. Napóleon lipcsei veresége után 1813-ban a Habsburgoké lett. A településnek 1857-ben 411, 1910-ben 913 lakosa volt. 1918-ban az új szerb-horvát-szlovén állam, majd később Jugoszlávia része lett. A háború után a szocialista Jugoszláviához került. 1991 óta a független Horvátországhoz tartozik. 2011-ben a településnek 885 lakosa volt.

## Lakosság
| Lakosság változása | Lakosság változása | Lakosság változása | Lakosság változása | Lakosság változása | Lakosság változása | Lakosság változása | Lakosság változása | Lakosság változása | Lakosság változása | Lakosság változása | Lakosság változása | Lakosság változása | Lakosság változása | Lakosság változása | Lakosság változása |
| ------------------ | ------------------ | ------------------ | ------------------ | ------------------ | ------------------ | ------------------ | ------------------ | ------------------ | ------------------ | ------------------ | ------------------ | ------------------ | ------------------ | ------------------ | ------------------ |
| 1857               | 1869               | 1880               | 1890               | 1900               | 1910               | 1921               | 1931               | 1948               | 1953               | 1961               | 1971               | 1981               | 1991               | 2001               | 2011               |
| 411                | 551                | 690                | 743                | 856                | 913                | 814                | 927                | 993                | 747                | 743                | 757                | 713                | 771                | 781                | 885                |

## Nevezetességei
- A Kisboldogasszony tiszteletére szentelt római katolikus plébániatemploma[4] Mošnjica-hegy északi lejtőjén található. Hosszúsága tizenöt, szélessége nyolc méter. Egy 1625-ben már említett kisebb templom helyén építették. Az építés 1732-ben kezdődött, amint az a homlokzaton látható bosnyák feliratos táblán is olvasható és viszonylag hosszú idő után csak 1753-ra készült el teljesen. Felszentelése 1754. május 23-án történt. A homlokzaton a feliratos tábla felett nyolcágú rozetta, felette pedig díszes andráskereszttel osztott négyszögletes ablak található. Ezt az ablakot valószínűleg a korábbi templomról hozták át. A templom déli oldalán áll a 19. század második felében épített 15 méter magas erődszerű, zömök harangtorony. Három oltára van. A főoltár képe nem képvisel nagy művészi értéket, a 20. század elején készült. A mellékoltárok eredetileg a két oldalkápolnában voltak, amikor azonban a harangtornyot építették ezeket a kápolnákat megszüntették. Az oltárképeket, melyeket a 19. század közepén ugyanaz a mester festett a templomban állították fel. Jézus szívének szobrát 1910-ben Itáliában vásárolták, míg a Szűzanya szobra a 19. századból való. Az épületet 1997 és 1999 között teljesen felújították.
- Osićon áll az Alexandriai Szent Katalin templom,[5] mely a tugarei plébánia legrégibb temploma. Először 1397-ben említik a spliti érsekség birtokainak számbavétele során. A Kisboldogasszony templom felépültéig ez volt a település plébániatemploma és néhány ünnepen ma is itt gyűlik össze a plébánia népe. Homlokzatának közepén kvadrifor (négynyílású ablak), felette három harang számára kialakított harangtorony látható. Tetejét kőlapok fedik. A körülötte fekvő temető ma is használatban van.
- A račniki Kármelhegyi boldogasszony templom a 19. században épült a régi templom helyén, melyet még 1711-ben említ Cupilli érsek vizitációs jelentésében. Homlokzatának közepén négynyílású ablak, felette harangtorony látható, benne egy haranggal. Az épületet 2002-ben kívül-belül felújították.
- A régi umei Szent Rókus templom a török alóli felszabadulás után épült, első említése 1711-ben Cupilli érsek vizitációs jelentésében történt. A falu ahol áll mára teljesen elnéptelenedett, ezért hívek nélkül maradt. Homlokzatán érdekes kis rozetta, a homlokzata felett a kis harangtoronyban egy harang található.
- A podumei új Szent Rókus templomot 1967-ben építették. Ume lakói ugyanis a főút mellé költöztek át, de védőszentjüket itt sem felejtették el. Új templomuknak is Szent Rókus lett a titulusa. Felújítási munkáit 2003-ban végezték.
- A gajinei Szent György templom szintén a török alóli felszabadulás után épült, első említése 1711-ben Cupilli érsek vizitációs jelentésében történt. 1884-ben bővítették és felújították. Homlokzatának közepén kereszt alakú rozetta, felette kis harangtorony látható benne egy haranggal. Oltárának elülső oldalán Szent György alakja látható. Mellette középkori temető található régi sírkövekkel.
- A cazin dolaci Szent Ferenc templom[6] 1863-ban épült hazai faragott kövekből. Apszisa donga, hajója csúcsíves boltozatú, padozata kőlapokkal fedett. A homlokzata feletti harangtoronyban két harang található. Oltárképén Szűz Mária Szent Ferenc, Szent Antal és Szent Rókus társaságában látható. Helyén régen is templom állt, melyet Bizzi érsek említ 1748-as vizitációja során. A templomot az 1990-es években újították fel, amikor tetejét betonlapokkal fedték és új kórust építettek benne.
- A zastinjei Szent Margit templom 1939-ben épült a lebontott régi templom helyén, melyet már 1625-ben az egyházlátogatáskor is említenek. A templomot szabályosan faragott kövekből építtették. 1990-ben a gyenge alapozás miatt ezt is le kellett bontani és újra felépíteni. A homlokzata feletti harangtoronyban egy harang található.
- A trušai Szeplőtelen Fogantatás-templom[7] egy egyszerű, téglalap alakú kőépület, kőlapokkal fedve. A kőtömbökből épült templom sík falban apszis nélkül végződik. Hossza 8,80 méter, szélessége 5,50 méter. Az egyszerű, egyoldalú ajtó feletti főhomlokzaton a falat keskeny, kőkeretes ablak tagolja. Egy egyszerű, íves harangdúc emelkedik felette. Keskeny, téglalap alakú épület tört íves gótikus boltozattal. Először Stjepan Cupilli érsek 1711. május 11-i egyház látogatásakor említik, de ennél jóval korábban építették (más források 1599-et említik az építés éveként). Erre utal a templom építésének módja és a hatalmas kőtömbök felhasználása az építéséhez.
- Dočinén a korábbi közösségi ház előtt szép park található, benne a második világháborúban elesettek emlékművével, valamint az ismert horvát színész, Karlo Bulić mellszobrával.

## Gazdaság
Tugare elsősorban a cseresznyéjéről volt híres, mely a 20. század elején még a település fő mezőgazdasági terméke volt. A század végén azonban a faállományban egy megmagyarázhatatlan visszaesés következett be, így a termés mennyisége jelentősen csökkent. Az itteni cseresznyének külön neve is van, máig is "Tugarkának" nevezik. Másik elnevezései "Vladina trišnja" illetve "Volovsko oko" (ökörszem).

## Fordítás
Ez a szócikk részben vagy egészben  a   Tugare című horvát Wikipédia-szócikk ezen változatának fordításán alapul.  Az eredeti cikk szerkesztőit annak laptörténete sorolja fel. Ez a jelzés csupán a megfogalmazás eredetét és a szerzői jogokat jelzi, nem szolgál a cikkben szereplő információk forrásmegjelöléseként.